# Kapelica Srca Jezusovega, Gornji Črnci
Kapela Svetega srca Jezusovega je kapela v kraju Gornji Črnci v župniji Cankova in občini Cankova. 

## Opis kapelice
Kapelica stoji na zemljišču družine Ficko iz Gornjih Črncev ob cesti Cankova - Pertoča. Zgraditi jo je dal leta 1922 Mihael Jauk iz Gornjih Črncev, kot zahvalo za srečno vrnitev iz ruskega ujetništva po prvi svetovni vojni, po treh letih še mlad umrl zaradi živčne bolezni. Vzdržujejo jo njegovi nasledniki.
Kapelica meri 3 krat 2 m in v njej je kip Srca Jezusovega. Pri njej je vsako leto na veliko soboto popoldne blagoslov velikonočnih jedil za vernike tistega okoliša.  